# Teodolinda Barolini
Teodolinda Barolini (Syracuse, 19 dicembre 1951) è un'italianista, saggista, filologa e dantista statunitense, professoressa di Italianistica alla Columbia University, socio straniero dell'Accademia Nazionale dei Lincei.

## Biografia
Teodolinda Barolini è figlia di Antonio Barolini, lo scrittore italiano che negli anni 50 fu a lungo corrispondente della Stampa dagli Stati Uniti, e della scrittrice statunitense Helen Barolini. Ha conseguito il B.A. in Lettere classiche al Sarah Lawrence College di New York nel 1972, l'M.A. in Italianistica presso la Columbia University nel 1973 e il dottorato di ricerca  in Letteratura comparata alla Columbia University nel 1978. Ha iniziato la carriera accademica come Assistant Professor di Italianistica all'Università della California a Berkeley nel 1978. Successivamente si è trasferita alla New York University, dove ha insegnato dal 1983 al 1992, ed è ritornata alla Columbia University nel 1992, dove è stata nominata docente di Italianistica nel 1999 e ha ricoperto il ruolo di Presidente del Dipartimento di Italianistica dal 1992 al 2004 e nuovamente dal 2011 al 2014.
Gli studi di Teodolinda Barolini si focalizzano sulla cultura letteraria italiana del XIII e del XIV secolo, sul suo rapporto con l'antichità classica e sulla sua ricezione nei secoli fino ai nostri giorni. Ha scritto ampiamente su Dante, Petrarca, Boccaccio e sulla lirica medievale. 
Ha presieduto la Dante Society of America dal 1997 al 2003, ed è membro di alcune società scientifiche fra cui l'American Academy of Arts and Sciences (2001), l'American Philosophical Society (2002), la Medieval Academy of America (2000), l'Accademia Olimpica di Vicenza (2015) , l'Accademia Nazionale dei Lincei  (2018).
Teodolinda Barolini è Editor in Chief del sito "Digital Dante" della Columbia University, che include anche il suo "Commento Baroliniano" a tutti i canti della Divina Commedia.

## Opere

### Monografie tradotte in lingua italiana
- (EN) Dante's Poets: Textuality and Truth in the Comedy, Princeton, Princeton University Press, 1984. Edizione italiana:  Il miglior fabbro. Dante e i poeti della Commedia, traduzione di Paolo Barlera, Torino, Bollati Boringhieri, 1993, ISBN 88-339-0762-7.
Il saggio vinse il Premio Marraro della Modern Language Association 1984–86[7] e il Premio John Nicholas Brown della Medieval Academy of America del 1988 [8].
- (EN) The Undivine Comedy: Detheologizing Dante, Princeton, Princeton University Press, 1992, ISBN 0691015287. Edizione italiana:  La Commedia senza Dio. Dante e la creazione di una realtà virtuale, traduzione di Roberta Antognini, Collezione Campi del sapere, Milano, Feltrinelli, 2003, ISBN 88-07-10327-3.
- (EN) Dante and the Origins of Italian Literary Culture, New York, Fordham University Press, 2006, ISBN 978-08-232-2703-7. Edizione italiana:  Il secolo di Dante. Viaggio alle origini della cultura letteraria italiana, traduzione di Giuseppe Bernardi, Milano, Bompiani, 2012, ISBN 978-88-452-6700-0.
Il saggio vinse il Premio Flaiano di Letteratura 2007[9].
- Il vento di Aristotele. Saggi danteschi, traduzione di Giuseppe Bernardi, Collana I fari n.168, Milano, La nave di Teseo, 2024, ISBN 978-88-346-1906-3. [18 saggi scritti dal 2006 al 2023]

### Curatele
- (EN) Dante Alighieri, Danteʼs Poets : Textuality and Truth in the Comedy, Princeton, Princeton University Press, 1984, ISBN 0691066094.
- (EN) Teodolinda Barolini e H. Wayne Storey (a cura di), Petrarch and the Textual Origins of Interpretation, Leiden ; Boston, Brill, 2007, ISBN 978-90-041-6322-5.
- Dante Alighieri, Rime giovanili e della Vita Nuova, cura, saggio introduttivo e introduzioni alle rime di Teodolinda Barolini, note di Manuele Gragnolati, Milano, BUR, 2009, ISBN 978-88-17-02879-0.
- Antonio Barolini, Diario di clandestinità e altri scritti in tempo di guerra (1943 -1945), a cura di Susanna Barolini e Teodolinda Barolini, Vicenza ; Milano, Neri Pozza, 2020.